# Репетитор (фільм, 2007)
«Репетитор» — художній фільм 2007 року.

## Зміст
У молодої дівчини Насті складні стосунки з матір'ю. Все стає ще складніше, коли Настя запрошує до себе репетитора, вже немолодого поважного чоловіка. Гніву матері немає меж — вона вважає, що доньку і репетитора пов'язують не просто дружні та ділові стосунки. А таємниці у доньки дійсно є.